# Hrabstwo DeWitt (Teksas)

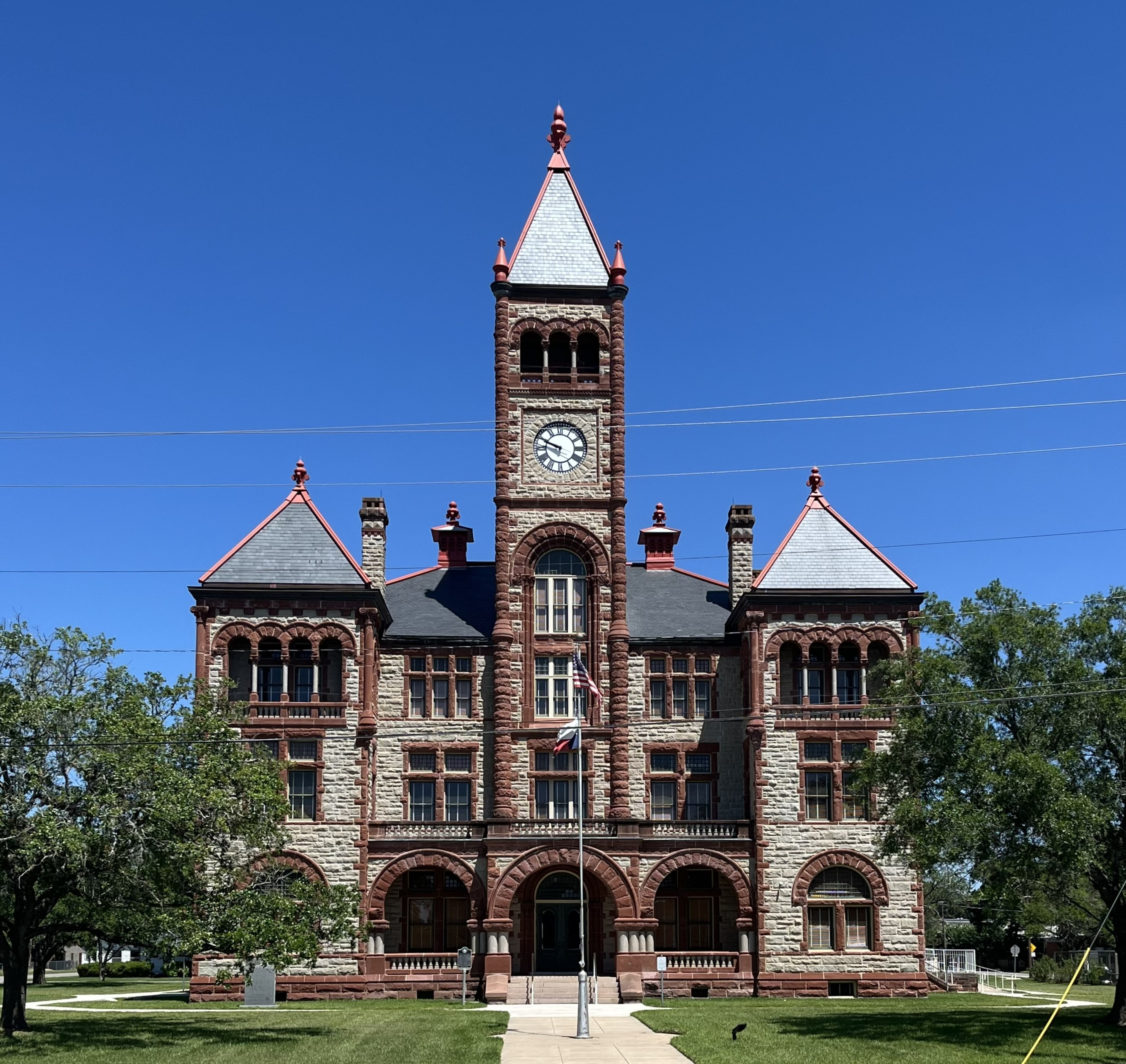
Gmach sądu hrabstwa DeWitt (1896) jest jedną z atrakcji turystycznych

Piramida wieku hrabstwa

Hrabstwo DeWitt – hrabstwo położone w USA, w południowo-środkowym Teksasie, w regionie Równin Nadbrzeżnych Zatoki Meksykańskiej (Gulf Coast Plain). Utworzone w 1846 r. Siedzibą hrabstwa jest miasteczko Cuero. Uznawane jest za "Stolicę Dzikich Kwiatów Teksasu" (Wildflower Capital of Texas). 
Ponad 18% jego powierzchni zajmują lasy.

## Gospodarka
Gospodarka koncentruje się na wydobyciu gazu ziemnego (9. miejsce w Teksasie), ropy naftowej (13. miejsce) i rolnictwie. Wiodącą gałęzią rolnictwa jest hodowla bydła, z wartością sprzedaży przekraczającą 27 mln USD w 2022 roku. Znacząca jest także produkcja orzechów pekan oraz hodowla kóz, owiec, koni i drobiu. W kategorii "Inne zwierzęta i produkty zwierzęce" (673 tys. USD w 2022 r.) kluczową rolę odgrywa hodowla zwierząt egzotycznych na ranczach myśliwskich, takich jak Capital Ranch. Wśród upraw roślinnych, istotne jest siano, wspierające głównie lokalne hodowle, a także oliwki. Sektor usług, zwłaszcza handel detaliczny, opieka zdrowotna i edukacja stanowi największe źródło zatrudnienia (łącznie 38% zatrudnionych), a gospodarkę uzupełniają mniejsze zakłady produkcyjne i pszczelarstwo.

## Miasta
- Cuero
- Nordheim
- Yorktown

## Sąsiednie hrabstwa
- Hrabstwo Lavaca (północny wschód)
- Hrabstwo Victoria (południowy wschód)
- Hrabstwo Goliad (południe)
- Hrabstwo Karnes (południowy zachód)
- Hrabstwo Gonzales (północny zachód)

## Demografia
- biali nielatynoscy – 54,5%
- Latynosi – 36,1%
- czarni lub Afroamerykanie – 9%
- rdzenni Amerykanie – 1,1%
- Azjaci – 0,6%[6].